# Mallard (locomotief)
De Mallard is een Britse stoomlocomotief die met een topsnelheid van 202,58 km/u (125,88 mijl/u) houder is van het snelheidsrecord voor stoomlocomotieven. Het Engelse woord  'mallard' betekent Wilde eend.
Het record werd gevestigd op 3 juli 1938 op de East Coast Main Line bij Stoke Bank, zuidelijk van Grantham. Dat kwam deels doordat de baan enigszins bergafwaarts ging, maar het in Duitsland in 1936 gevestigde wereldrecord, dat op 200,4 km/u (124,5 mijl/u) stond, werd verbroken. De trein heeft echter nooit de eindbestemming gehaald vanwege een oververhitte lager, waarvoor de machinist al had gewaarschuwd.
De locomotief werd opgeleverd in maart 1938 voor de treinmaatschappij London and North Eastern Railway als een Class A4 4-6-2 Pacific-trein naar ontwerp van ingenieur Nigel Gresley. Hij is (inclusief tender) 21 meter lang en weegt ruim 165 ton. Hij bleef in gebruik tot 1963, en legde in die 25 jaar zo'n 2.400.000 kilometer af. In 1948 werd hij nog eens gebruikt voor een recordpoging, waarbij met een lading van 500 ton een bepaalde afstand moest worden afgelegd, maar ditmaal won de Mallard niet.
Na zijn buitengebruikstelling werd de trein niet gesloopt. De Mallard bleef bewaard en werd in de jaren tachtig weer rijklaar gemaakt. Hij staat nu, helderblauw geschilderd, in het National Railway Museum in York.